# Diecéze Bergamo
Diecéze Bergamo (latinsky Dioecesis Bergomensis) je římskokatolická diecéze na území Itálie se sídlem v městě Bergamo, kde se nachází katedrála sv. Alexandra. Je sufragánní vůči milánské arcidiecézi a tvoří součást italské církevní oblasti Lombardie. Současným biskupem je Francesco Beschi.

## Historie
Biskupství v Bergamz vzniklo pravděpodobně již ve 4. století. Ve středověku měla diecéze dvě katedrály, sv. Alexandra a sv. Vincence. V 16. století Benátčané zbourali kostel sv. Alexandra, v 17. století byly sloučeny i dvě kapituly a původní kostel sv. Vincence byl zasvěcen sv. Alexandru.